# Ghiacciai della Svizzera
Questa voce elenca i ghiacciai della Svizzera, indicando la lunghezza dei ghiacciai nel 1850 e nel 2002; inoltre indica il cantone della Svizzera nel quale il ghiacciaio è situato.

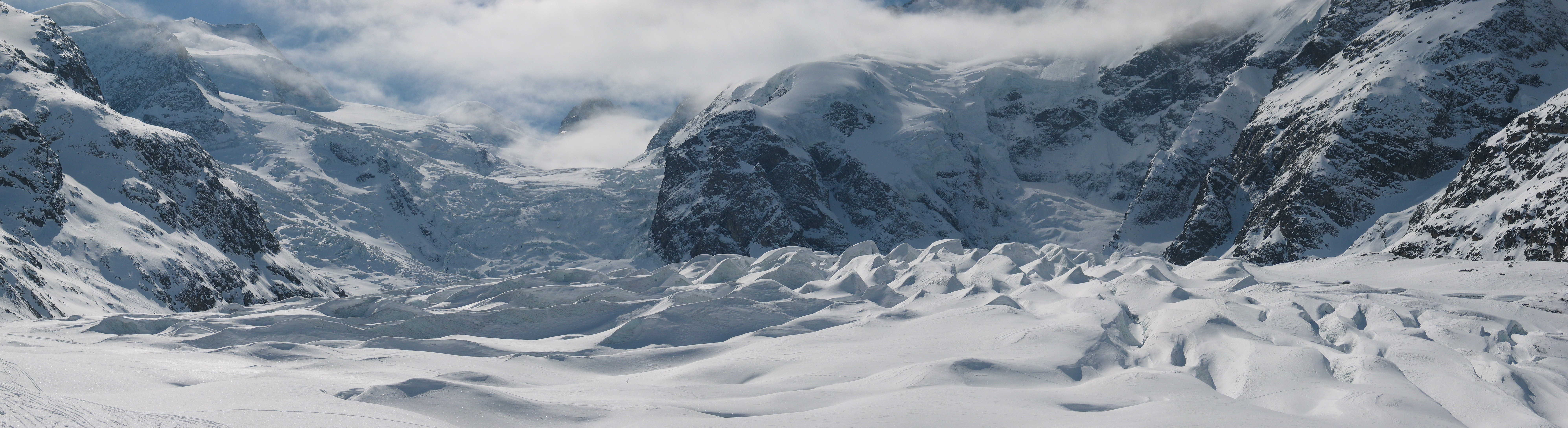
Ghiacciaio del Morteratsch

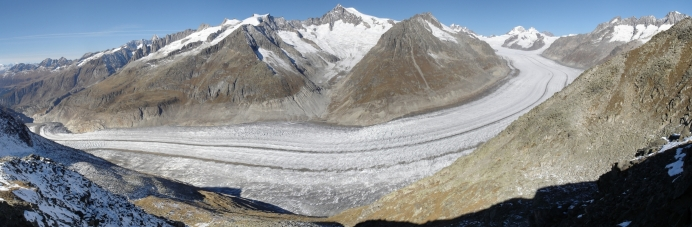
Ghiacciaio dell'Aletsch

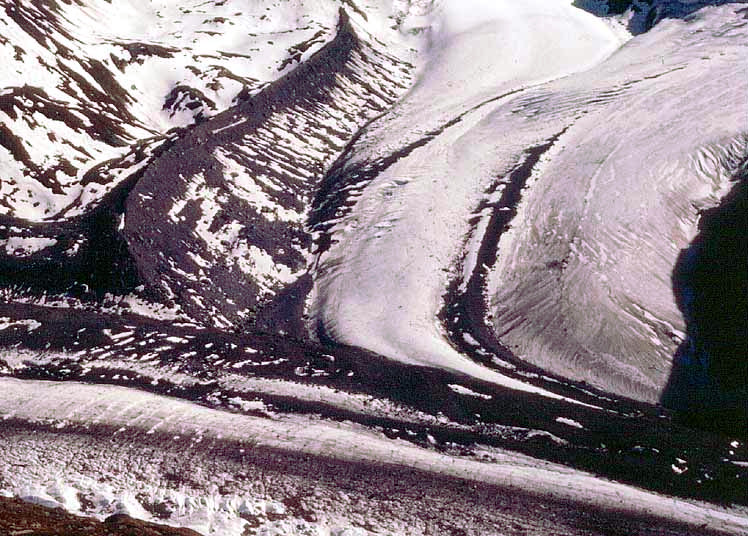
Ghiacciaio del Gorner

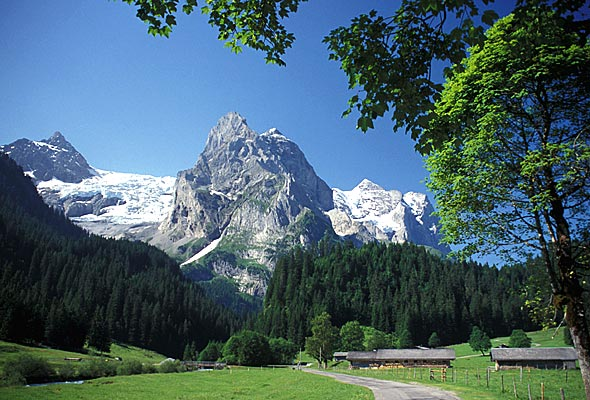
Ghiacciaio del Rosenlaui

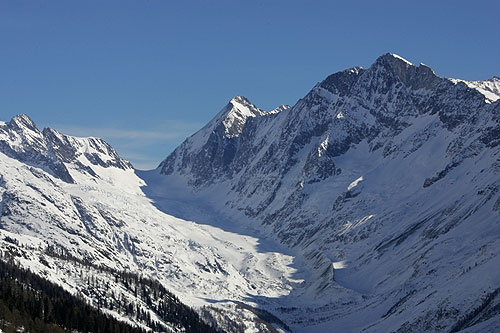
Langgletscher

| Nome                | Lunghezza 1850 (km) | Lunghezza 2002 (km) | Area (km²) | Cantone |
| ------------------- | ------------------- | ------------------- | ---------- | ------- |
| Allalin             | 7.6                 | 6.0                 |            | VS      |
| Corbassière         | 12.9                | 10.4                | 23.0       | VS      |
| Fee                 | 5.9                 | 5.1                 | 17.0       | VS      |
| Ferpècle            | 9.3                 | 6.0                 |            | VS      |
| Fiesch              | 17.1                | 14.7                | 39.0       | VS      |
| Findelen            | 10.4                | 8.5                 | 20.6       | VS      |
| Gauli               | 9.2                 | 6.8                 | 20.5       | BE      |
| Gorner              | 16.0                | 14.5                | 63.7       | VS      |
| Aletsch             | 26.5                | 23.6                | 117.6      | VS      |
| Hüfi                | 9.2                 | 6.9                 |            | UR      |
| Kander              | 9.2                 | 6.8                 |            | BE      |
| Lang                | 8.6                 | 7.5                 |            | VS      |
| Mont Miné           | 10.1                | 7.9                 |            | VS      |
| Morteratsch         | 8.9                 | 8.4                 | 19.7       | GR      |
| Oberaletsch         | 10.4                | 9.0                 | 23.0       | VS      |
| Oberer Grindelwald  | 7.4                 | 5.3                 |            | BE      |
| Otemma              |                     | 8.0                 | 16.6       | VS      |
| Rodano              | 9.3                 | 7.9                 | 20.9       | VS      |
| Saleina             | 7.7                 | 6.3                 |            | VS      |
| Trift               | 7.5                 | 7.0                 | 19.1       | BE      |
| Unteraar            | 14.5                | 13.9                | 35.5       | BE      |
| Unterer Grindelwald | 9.9                 | 9.4                 | 27.1       | BE      |
| Zinal               | 9.2                 | 8.4                 | 18.8       | VS      |
| Zmutt               | 8.6                 | 8.3                 | 18.9       | VS      |